# Alfred Duma Local Municipality
Alfred Duma (englisch Alfred Duma Local Municipality) ist eine Lokalgemeinde im Distrikt Uthukela der südafrikanischen Provinz KwaZulu-Natal. Der Verwaltungssitz der Gemeinde befindet sich in Ladysmith. Bürgermeister ist Vincent Mayiboyi Madlala.
Die Gemeinde entstand ab 3. August 2016 aus der Zusammenlegung der Gemeinden Emnambithi-Ladysmith und Indaka und ist nach dem Anti-Apartheid-Kämpfer Alfred Duma (* 1927) benannt.

## Städte und Orte
| - Burford - Colenso - Doornhoek - Doornkloof - Driefontein - Ekuvukeni - Entabeni - Ezakheni | - Indaka - Ingwe - Ladysmith - Matiwane - Mabaso - Mchunu - Mthembu - PeaceTown | - Roosboom - Sgweje - Vaalkop - Van Reenen - Wasbank - Watersmeet |

## Bevölkerung
2011 lebten in dem Gebiet 340.553 Einwohner auf einer Fläche von 3764 Quadratkilometern.